# Prospalta contigua
Prospalta contigua là một loài bướm đêm trong họ Noctuidae.